# Hieracium diaphanomorphum
Hieracium diaphanomorphum es una especie de planta con flor del género Hieracium, de la familia Asteraceae, orden Asterales.

## Distribución
Hieracium diaphanomorphum se distribuye por Suecia.

## Taxonomía
Fue descrita científicamente por (Dahlst. ex Zahn) Dahlst. ex Johanss. Fue publicada en Ark. Bot.